# Matt Barnes
Matt Kelly Barnes (nascut el 9 de març de 1980) és un exjugador de bàsquet professional estatunidenc que va jugar 14 temporades a la NBA (NBA). Va ser escollit a la segona ronda del Draft de l'NBA del 2002 pels Memphis Grizzlies i va guanyar un NBA championship amb els Golden State Warriors a la seva última temporada a la lliga el 2017. Actualment, Barnes és analista de bàsquet per a ESPN i també per a NBC Sports California en els partits dels Sacramento Kings.

## Primers anys
Barnes va néixer a Santa Clara, Califòrnia, fill d'una mare italiana i un pare afroamericà. Va assistir a Del Campo High School a Fair Oaks, Califòrnia, on va ser letterman de futbol americà i bàsquet. Barnes va obtenir honors All-American, All-State, All-CIF, All-City i All-League en cada esport.
Barnes va jugar quatre temporades de college basketball a la UCLA, on va ser seleccionat com a All-Pacific-10 Honorable Mention el 2001.

## Trajectòria professional

### Fayetteville Patriots (2002–2003)
Barnes va ser seleccionat amb la 46a elecció global pels Memphis Grizzlies al Draft de l'NBA del 2002, i va ser immediatament traspassat, juntament amb Nick Anderson, als Cleveland Cavaliers per Wesley Person. Els Cavaliers van assignar Barnes a la NBA D-League, i es va unir als Fayetteville Patriots per a la temporada 2002-03.

### Long Beach Jam (2003–2004)
Barnes va fitxar pels Long Beach Jam de la ABA per a la seva temporada inaugural el 2003, on va jugar amb Dennis Rodman. L'equip va acabar amb un rècord de 24-7 i va guanyar el campionat de l'ABA. Barnes va tenir una mitjana de 18,9 punts i 6,8 rebots.

### Los Angeles Clippers (2004)
Barnes va signar un contracte amb els Los Angeles Clippers per a la segona meitat de la temporada 2003-04 de la NBA.

### Sacramento Kings (2004–2005)
A l'octubre de 2004, Barnes va fitxar pels Sacramento Kings. Va debutar amb els Kings anotant 17 punts i agafant nou rebots, consolidant-se com a jugador clau en la rotació de Sacramento. Barnes va ser traspassat a mitja temporada 2004-05 juntament amb Chris Webber als Philadelphia 76ers, a canvi de Kenny Thomas, Corliss Williamson i Brian Skinner. Barnes no va jugar amb Filadèlfia aquella temporada mentre es recuperava d'una tenosinovitis al genoll, i va rebre l'alliberament per lesió.

### New York Knicks (2005)
Barnes va signar un contracte com a agent lliure amb els New York Knicks a l'octubre de 2005. Encara que semblava que s'havia assegurat un lloc com a titular amb una pretemporada impressionant i la retirada d'Allan Houston, Barnes va ser tallat pels Knicks després de jugar només sis partits.

### Philadelphia 76ers (2005–2006)
Barnes va ser reclamat pels 76ers per fer una segona etapa a Filadèlfia, on va acabar la temporada 2005-06.

### Golden State Warriors (2006–2008)
Barnes va signar amb els Golden State Warriors abans del seu primer dia de pretemporada a l'octubre de 2006, i va augmentar efectivament el seu estatus a la lliga des que es va unir a l'equip. Amb l'aler Mike Dunleavy Jr. amb problemes i al banc, Barnes va tenir més minuts de joc amb l'entrenador Don Nelson. El 26 de desembre de 2006, Barnes va encistellar set three-point field goals per igualar un rècord de la franquícia dels Warriors. El rècord va ser superat més tard aquella temporada per Jason Richardson, que va encistellar vuit triples el 29 de març de 2007. Barnes, un receptor All-American de l'institut, diu que si no hagués estat fitxat pels Warriors hauria provat sort a la NFL.
Abans de fitxar pels Golden State, Barnes només havia anotat 10 triples a la seva carrera. A la temporada 2006–07, Barnes en va fer 106. Després d'incorporar-se als Golden State, la seva ofensiva va millorar de manera impressionant, de 3,0 punts per partit a Filadèlfia a 9,8, participant en 76 partits. Barnes també va afegir una forta post-temporada del 2007, amb 11,1 ppg i 5,7 rpg en onze partits de playoffs i va ajudar als Warriors, el #8 cap de sèrie, a derrotar els Mavericks, el #1 cap de sèrie, als playoffs del 2007.
El 6 d'agost de 2007, Barnes va tornar als Warriors amb un contracte d'un any. Barnes, juntament amb els seus companys Stephen Jackson i Baron Davis, va ser capità de l'equip dels Warriors per a la temporada 2007–08. No es preveia que tornés per a la temporada 2008–09.

### Phoenix Suns (2008–2009)
El 22 de juliol de 2008, Barnes va fitxar per un contracte d'un any amb els Phoenix Suns. El 14 de novembre, va rebre una suspensió de dos partits per la seva participació en la baralla amb Rafer Alston de Houston dos dies abans.

### Orlando Magic (2009–2010)

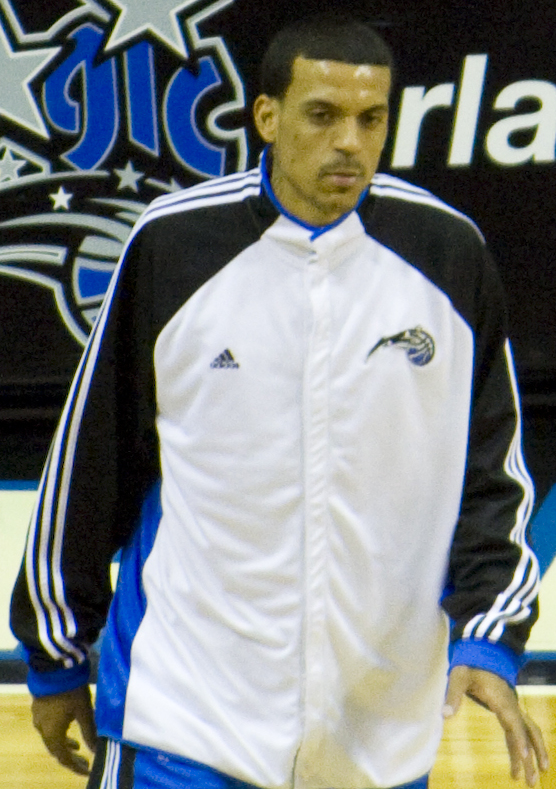
Hi ha diverses maneres de traduir "Barnes in 2010" al català, depenent del context i de la intenció. Algunes opcions són:
- **Barnes el 2010** (Simple i directe)
- **Barnes, 2010** (Més formal)
- **Barnes l'any 2010** (Més elaborat)
Si es tracta d'una fotografia d'una persona que es diu Barnes, la traducció més adequada seria **Barnes el 2010** o **Barnes, 2010**.

El 23 de juliol de 2009, Barnes va fitxar per un contracte de dos anys amb els Orlando Magic. Encara que podia rescindir el seu contracte després del primer any, Barnes va declarar que volia romandre a Orlando. Després que els Magic fossin eliminats als playoffs de la NBA del 2010 pels Boston Celtics, Barnes va anunciar que rescindiria l'últim any del seu contracte.

### Los Angeles Lakers (2010–2012)
El 23 de juliol de 2010, Barnes va fitxar pels Los Angeles Lakers.

### Retorn als Clippers (2012–2015)

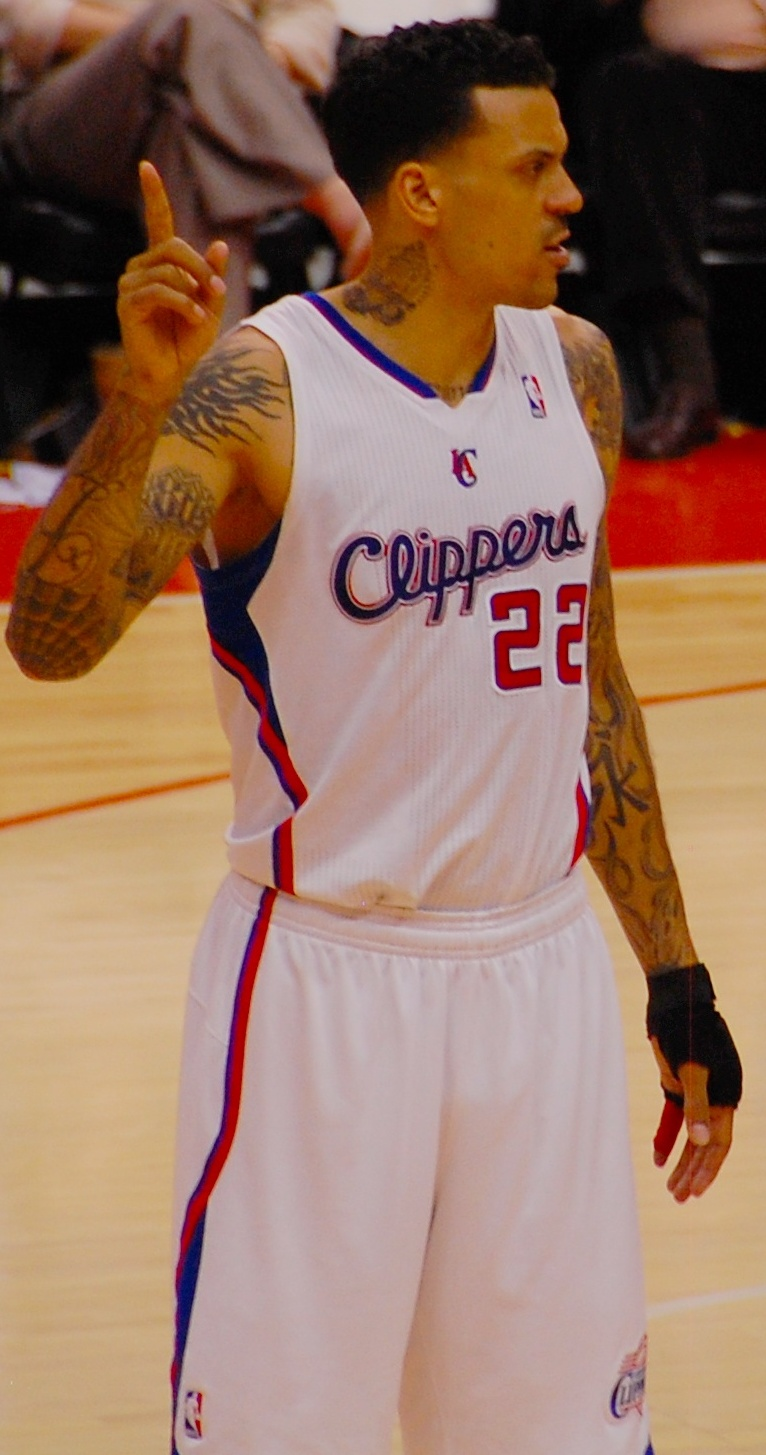
Hi ha diverses opcions, depenent del context:
- **Barnes el 2013.** (Simple i directe)
- **Barnes, any 2013.** (Més formal)
- **Barnes l'any 2013.** (Similar a l'anterior, amb article definit)
- **Foto de Barnes del 2013.** (Si està clar que es tracta d'una foto)
La millor opció dependrà del que es vulgui destacar.

Barnes va fitxar pels Los Angeles Clippers al setembre de 2012. El 31 d'octubre de 2012, va ser suspès per un partit després de declarar-se culpable d'un delicte menor per resistir, retardar o obstruir un agent de policia. Al juny de 2013, Barnes va ser nomenat millor jugador defensiu dels Clippers.
El 10 de juliol de 2013, Barnes va renovar amb els Clippers amb un contracte plurianual. Al novembre de 2013, Barnes va ser multat amb 25.000 dòlars per no abandonar la pista a temps després d'una expulsió en un partit contra els Oklahoma City Thunder i per utilitzar el seu compte de Twitter durant el partit, infringint les normes de la NBA.
Durant la temporada 2014-15, Barnes va ser multat diverses vegades. El 13 de desembre, va ser multat amb 25.000 dòlars per llançar una ampolla d'aigua i per utilitzar un llenguatge inadequat durant un partit contra els Washington Wizards. El 25 de gener de 2015, Barnes va ser multat amb 25.000 dòlars pel que es va dir que era un llenguatge inapropiat dirigit a un aficionat durant un partit contra els Phoenix Suns, encara que Barnes va dir que estava dirigit al propietari dels Suns. L'8 de maig, va ser multat amb 50.000 dòlars per les declaracions fetes a la mare de James Harden durant un partit de playoffs contra els Houston Rockets.

### Memphis Grizzlies (2015–2016)
El 15 de juny de 2015, Barnes va ser traspassat, juntament amb Spencer Hawes, als Charlotte Hornets a canvi de l'escorta Lance Stephenson. Deu dies després, Barnes va ser traspassat de nou, aquesta vegada als Memphis Grizzlies a canvi de Luke Ridnour. La decisió va reunir Barnes amb l'equip que originalment el va seleccionar al 2002.
El 28 de desembre de 2015, Barnes va ser suspès per la NBA durant dos partits per una baralla física amb l'entrenador dels New York Knicks Derek Fisher a casa de la dona separada de Barnes al sud de Califòrnia a l'octubre. El 13 de gener de 2016, l'Associació de Jugadors de la NBA va presentar una queixa en nom de Barnes per anul·lar la seva suspensió de dos partits sense sou. Quatre dies més tard, Barnes va ser multat amb 35.000 dòlars per la NBA per defensar públicament la seva violència cap a Fisher a la seva baralla d'octubre. El 24 de febrer, va aconseguir la màxima puntuació de la temporada amb 25 punts durant una victòria de 128-119 sobre els Los Angeles Lakers. L'11 de març, Barnes va registrar el seu primer triple-doble amb 26 punts, 11 rebots i 10 assistències en una victòria per 121-114 en la pròrroga sobre els New Orleans Pelicans.

### Retorn a Sacramento (2016–2017)
El 9 de juliol de 2016, Barnes va fitxar pel seu equip de la ciutat natal, els Sacramento Kings. El 20 de febrer de 2017, va ser descartat per fer espai als tres jugadors que els Kings van adquirir en el traspàs de DeMarcus Cousins.

### Retorn a Golden State (2017)
El 2 de març de 2017, Barnes va fitxar pels Golden State Warriors. L'aler titular dels Warriors, Kevin Durant, va patir una lesió al lligament creuat medial, la qual cosa va deixar l'equip necessitant un aler de reemplaçament. Barnes va ser titular en cinc partits dels 20 que va jugar amb els Warriors a la temporada regular. Els Warriors van guanyar les 2017 NBA Finals després de derrotar els Cleveland Cavaliers en cinc partits, donant a Barnes el seu únic anell de campió després de 14 temporades a la NBA i 16 anys en el bàsquet professional. Els Warriors van acabar els playoffs amb un rècord de 16-1, el millor percentatge de victòries de la post-temporada a la història de la NBA.

### Retirada
L'11 de desembre de 2017, Barnes va anunciar la seva retirada de la NBA a través d'una publicació a Instagram.

## Carrera en podcasts
Barnes co-presenta el podcast de vídeo digital All the Smoke with Matt Barnes and Stephen Jackson.

## Vida personal
El germà petit de Barnes, Jason, va jugar a futbol a la Canadian Football League.
Barnes estava casat amb Gloria Govan, que va aparèixer a Basketball Wives i Basketball Wives: LA de VH1, i tenen bessons idèntics. Barnes va ser arrestat el 2010 sota sospita de violència domèstica contra Govan, i per conduir amb el carnet suspès i amenaçar un agent de policia el juliol de 2012. Es van separar el 2014.
La seva promesa Anansa Sims, és la filla de la model Beverly Johnson. Sims i Barnes tenen dos fills junts.

## Estadístiques de la carrera

### NBA

#### Temporada regular
| Any           | Equip         | PJ  | PT  | Min  | %TC  | %T3  | %TL  | RPP | APP | ROB | TPP | PPP  |
| ------------- | ------------- | --- | --- | ---- | ---- | ---- | ---- | --- | --- | --- | --- | ---- |
| 2003-04       | L.A. Clippers | 38  | 9   | 19.1 | .457 | .154 | .705 | 4.0 | 1.3 | .7  | .1  | 4.5  |
| 2004-05       | Sacramento    | 43  | 9   | 16.6 | .411 | .227 | .603 | 3.1 | 1.3 | .7  | .2  | 3.8  |
| 2005-06       | New York      | 6   | 5   | 15.5 | .367 | .250 | .750 | 4.0 | 1.0 | .7  | .0  | 4.3  |
| 2005-06       | Philadelphia  | 50  | 0   | 10.8 | .536 | .182 | .674 | 1.9 | .4  | .3  | .1  | 3.0  |
| 2006-07       | Golden State  | 76  | 23  | 23.9 | .438 | .366 | .732 | 4.6 | 2.1 | 1.0 | .5  | 9.8  |
| 2007-08       | Golden State  | 73  | 18  | 19.4 | .423 | .293 | .747 | 4.4 | 1.9 | .7  | .5  | 6.7  |
| 2008-09       | Phoenix       | 77  | 40  | 27.0 | .423 | .343 | .743 | 5.5 | 2.8 | .7  | .3  | 10.2 |
| 2009-10       | Orlando       | 81  | 58  | 25.9 | .487 | .319 | .740 | 5.5 | 1.7 | .7  | .4  | 8.8  |
| 2010-11       | L.A. Lakers   | 53  | 0   | 19.2 | .470 | .318 | .779 | 4.3 | 1.3 | .7  | .4  | 6.7  |
| 2011-12       | L.A. Lakers   | 63  | 16  | 22.9 | .452 | .333 | .742 | 5.5 | 2.0 | .6  | .8  | 7.8  |
| 2012-13       | L.A. Clippers | 80  | 4   | 25.7 | .462 | .342 | .744 | 4.6 | 1.5 | 1.0 | .8  | 10.3 |
| 2013-14       | L.A. Clippers | 63  | 40  | 27.5 | .438 | .343 | .733 | 4.6 | 2.0 | .9  | .4  | 9.9  |
| 2014-15       | L.A. Clippers | 76  | 74  | 29.9 | .444 | .362 | .779 | 4.0 | 1.5 | .9  | .7  | 10.1 |
| 2015-16       | Memphis       | 76  | 45  | 28.8 | .381 | .322 | .804 | 5.5 | 2.1 | 1.0 | .8  | 10.0 |
| 2016-17       | Sacramento    | 54  | 13  | 25.3 | .384 | .327 | .758 | 5.5 | 2.8 | .7  | .3  | 7.6  |
| 2016-17†      | Golden State  | 20  | 5   | 20.5 | .422 | .346 | .870 | 4.6 | 2.3 | .6  | .5  | 5.7  |
| Total carrera | Total carrera | 929 | 359 | 23.6 | .436 | .335 | .745 | 4.6 | 1.8 | .8  | .5  | 8.2  |

#### Eliminatòries
| Any           | Equip         | PJ | PT | Min  | %TC  | %T3  | %TL  | RPP | APP | ROB | TPP | PPP  |
| ------------- | ------------- | -- | -- | ---- | ---- | ---- | ---- | --- | --- | --- | --- | ---- |
| 2007          | Golden State  | 11 | 3  | 30.0 | .450 | .422 | .722 | 5.7 | 2.4 | 1.5 | .4  | 11.1 |
| 2010          | Orlando       | 14 | 14 | 23.3 | .400 | .375 | .850 | 4.7 | 1.4 | .7  | .2  | 6.4  |
| 2011          | L.A. Lakers   | 10 | 0  | 13.1 | .395 | .167 | .571 | 2.8 | .5  | .7  | .2  | 3.6  |
| 2012          | L.A. Lakers   | 11 | 0  | 16.8 | .271 | .161 | .500 | 3.3 | 1.5 | .9  | .5  | 3.5  |
| 2013          | L.A. Clippers | 6  | 0  | 27.0 | .545 | .412 | .842 | 5.0 | .5  | .7  | .3  | 11.8 |
| 2014          | L.A. Clippers | 13 | 13 | 31.1 | .421 | .317 | .684 | 4.5 | 1.8 | .9  | .2  | 9.4  |
| 2015          | L.A. Clippers | 14 | 14 | 29.2 | .380 | .267 | .750 | 5.1 | 1.6 | 1.4 | .7  | 7.6  |
| 2016          | Memphis       | 4  | 4  | 34.8 | .348 | .167 | .800 | 7.3 | 2.8 | 1.0 | .3  | 10.8 |
| 2017†         | Golden State  | 12 | 0  | 5.1  | .267 | .125 | .000 | .8  | .6  | .2  | .0  | .8   |
| Total carrera | Total carrera | 95 | 48 | 22.6 | .399 | .297 | .752 | 4.1 | 1.4 | .9  | .3  | 6.7  |

### Universitat
| Any           | Equip         | PJ  | PT | Min  | %TC  | %T3  | %TL  | RPP | APP | ROB | TPP | PPP  |
| ------------- | ------------- | --- | -- | ---- | ---- | ---- | ---- | --- | --- | --- | --- | ---- |
| 1998–99       | UCLA          | 30  | 8  | 13.1 | .434 | .294 | .478 | 2.9 | 0.8 | 0.3 | 0.2 | 3.9  |
| 1999-00       | UCLA          | 28  | 1  | 14.8 | .471 | .156 | .488 | 2.6 | 1.0 | 0.7 | 0.4 | 5.6  |
| 2000–01       | UCLA          | 32  | 26 | 30.3 | .478 | .120 | .574 | 7.3 | 2.7 | 1.6 | 0.6 | 11.6 |
| 2001–02       | UCLA          | 31  | 31 | 30.7 | .471 | .417 | .619 | 6.2 | 3.5 | 1.1 | 0.3 | 13.5 |
| Total carrera | Total carrera | 121 | 66 | 22.6 | .469 | .314 | .566 | 4.8 | 2.0 | 1.0 | 0.4 | 8.8  |